# Diadelia betschi
Diadelia betschi är en skalbaggsart som beskrevs av Stefan von Breuning 1976. Diadelia betschi ingår i släktet Diadelia och familjen långhorningar.
Artens utbredningsområde är Madagaskar. Inga underarter finns listade i Catalogue of Life.